# Antoine Faivre
Antoine Faivre (* 5. Juni 1934 in Reims; † 19. Dezember 2021 in Paris) war ein französischer Germanist und Religionswissenschaftler. Von 1979 bis zu seiner Emeritierung im Jahre 2002 hatte er einen Lehrstuhl für die Geschichte der esoterischen und mystischen Bewegungen der Neuzeit an der École pratique des hautes études (EPHE) in Paris inne.

## Werdegang
Faivres Vater war Finanzbeamter und Direktor für indirekte Steuern im Département Marne. Nach Besuch der geisteswissenschaftlichen Vorbereitungsklasse am Lycée Louis-le-Grand in Paris studierte er von 1953 bis 1955 an der Sorbonne Germanistik und Anglistik. Während seines Militärdienstes im Algerienkrieg (1959–1962) erschien sein erstes Buch, ein historischer, kritischer und literarischer Essay über Vampire. Ab 1961 befasste er sich schwerpunktmäßig mit der Geschichte der christlichen Theosophie und des Illuminismus im späten 18. Jahrhundert. Im Jahr 1965 schloss er ein Forschungsstudium in der religionswissenschaftlichen Sektion der École pratique des hautes études (EPHE) ab und wurde im selben Jahr an der Universität Paris IV (Paris-Sorbonne) mit einer Arbeit über Kirchberger und der Illuminismus des 18. Jahrhunderts in Germanistik und Religionsgeschichte promoviert (Thèse de 3e Cycle).
Anschließend arbeitete er als Forscher in der Abteilung Allgemeine Linguistik des Centre national de la recherche scientifique (CNRS). 1969 schloss er seine Thèse d’État (entspricht etwa einer Habilitation) in Germanistik zum Thema Eckartshausen und die christliche Theosophie ab. Im selben Jahr wurde er als Professor für Techniken des Ausdrucks an die Universität Paris XIII berufen. 1972 wechselte er auf den Lehrstuhl für Germanistik der Universität Bordeaux III, den er bis 1985 innehatte. Von 1973 bis 1975 gehörte er dem Comité Supérieur des Universités an. Ab 1976 hatte er einen Lehrauftrag an der École pratique des hautes études (EPHE), 1979 wurde er dort als directeur d’études in der religionswissenschaftlichen (V.) Sektion auf den Lehrstuhl für Geschichte der esoterischen und mystischen Strömungen im Europa der Neuzeit berufen. Dies war der erste Lehrstuhl weltweit zu diesem Themenfeld. Später wurden entsprechende Professuren an der Universität von Amsterdam (Wouter J. Hanegraaff), an der University of Exeter (Nicholas Goodrick-Clarke) und an der Päpstlichen Universität Angelicum im Vatikan (Michael Fuß) eingerichtet.
In den Jahren 1980 bis 1982 gehörte Faivre dem Prüfungsausschuss für die Agrégation im Fach Deutsch an. Parallel behielt er seine Professur in Bordeaux, bis er 1985 auf den Lehrstuhl für Germanistik an der Universität Rouen (Normandie) wechselte. Als Gastprofessor war er zwischen 1980 und 1987 mehrmals an der University of California, Berkeley in der Abteilung für Religionswissenschaft. Auch nach seiner Emeritierung im Jahr 2002 lehrte er noch bis 2011 an der EPHE.
Seit 1962 veröffentlichte Faivre zahlreiche Bücher über Esoterik und angrenzende Gebiete. Er war Direktor des CESNUR (Zentrum für Studien über neue Religionen) in Frankreich. Faivre war Herausgeber der Cahiers de l'Hermétisme und der Bibliothèque de l'Hermétisme sowie Mitherausgeber von Aries – The Journal for the Study of Western Esotericism.
Schwerpunkte seiner Forschung waren die Geschichte der neuzeitlich-westlichen esoterischen Strömungen in Europa und Nordamerika (15.–21. Jahrhundert), der er sich mit der historisch-kritischen Methode näherte; die Geschichte der Religionsgeschichte; sowie Methodologie und Epistemologie in der Religionswissenschaft.

## Werkauswahl
- Les Vampires. Essai historique, critique et littéraire, Paris 1962
- Kirchberger et l’illuminisme du dix-huitième siècle, Nijhoff, Den Haag 1966
- Eckartshausen et la théosophie chrétienne, Klincksieck, Paris 1969
- L’Ésotérisme au XVIIIe siècle en France et en Allemagne, Seghers, Paris 1973
- Mystiques, théosophes et illuminés au siècle des lumières, Olms, Hildesheim 1976
- als Hrsg. mit Rolf Christian Zimmermann: Epochen der Naturmystik. Hermetische Tradition im wissenschaftlichen Fortschritt. Erich Schmidt, Berlin 1979.
- Accès de l'ésotérisme occidental, 2 Bände, Gallimard, Paris 1986 und 1996 (engl. Access to Western Esotericism und Theosophy, Imagination, Tradition: Studies in Western Esotericism, State University of New York, Albany NY 1994 und 2000, Taschenbuch-Ausgabe des 2. Bandes 2008)
- Toison d'or et alchémie, Archè, Mailand 1990 (engl. The Golden Fleece and Alchemy, State University of New York, Albany NY 1993)
- L’Ésotérisme, Presses Universitaires de France, Paris 1992; dritte durchgesehene Auflage 2003; übersetzt in 7 Sprachen, darunter dt.: Esoterik, Aurum, Braunschweig 1996, und Esoterik im Überblick – Geheime Geschichte des abendländischen Denkens, Herder, Freiburg im Breisgau 2001
- Modern Esoteric Spirituality (Hrsg., mit Jacob Needleman), Crossroads, New York 1992
- The Eternal Hermes: From Greek God to Alchemical Magus (mit Joscelyn Godwin), Phanes Press, Grand Rapids 1995
- Philosophie de la nature – Physique sacrée et théosophie XVIIIe-XIXe siècles, Albin Michel, Paris 1996
- Dictionary of Gnosis and Western Esotericism (Hrsg. mit Wouter J. Hanegraaff und Jean-Pierre Brach), Brill, Leiden 2006
- De Londres à Saint-Pétersbourg. Carl Friedrich Tieman (1743-1802) aux carrefours des courants illuministes et maçonniques, Archè, Mailand 2018